# Lista de reatores nucleares brasileiros
Está é a lista de reatores nucleares brasileiros. Atualmente existem 6 reatores nucleares em funcionamento no Brasil, sendo:
- 2 reatores críticos de potência;
- 4 reatores críticos de pesquisa;

Existem 3 reatores em construção, sendo:
- 2 reatores críticos de potência;
- 1 reator crítico de pesquisa;

Além de 5 reatores subcríticos de pesquisa desativados.

## Reatores críticos de potência
| Nome           | Localização                                                     | Tipo          | Situação      | Potência [MW] | Início de operação | Proprietário       | Notas |
| -------------- | --------------------------------------------------------------- | ------------- | ------------- | ------------- | ------------------ | ------------------ | --- |
| ANGRA 1        | Angra dos Reis CNAAA - Central Nuclear Almirante Álvaro Alberto | PWR           | Operacional   | 1.882t 657e   | 1982               | Eletronuclear S.A. | Fabricante: Westinghouse |
| ANGRA 2        | Angra dos Reis CNAAA - Central Nuclear Almirante Álvaro Alberto | PWR           | Operacional   | 3.771t 1350e  | 2001               | Eletronuclear S.A. | Fabricante: Siemens/KWU |
| ANGRA 3        | Angra dos Reis CNAAA - Central Nuclear Almirante Álvaro Alberto | PWR           | Em construção | 3900t 1405e   | -                  | Eletronuclear S.A. | Fabricante: Siemens/KWU |
| LABGENE-11     | Iperó Centro Industrial Nuclear de Aramar (CINA)                | PWR; Renap-11 | Em construção | 48t 11e       | -                  | Marinha do Brasil  | Renap significa "REator Nacional de Água Pressurizada"; Reator do LABGENE - LABoratório de Geração de Energia NucleoElétrica Fabricação nacional. |
| Sem nome ainda | Iperó Centro Industrial Nuclear de Aramar (CINA)                | PWR; Renap-50 | Em construção | 50/48e        | -                  | Marinha do Brasil  | Provável reator do Submarino Nuclear Álvaro Alberto (SN-10); Fabricação nacional                                                                  |

## Reatores críticos de pesquisa
| Nome                                   | Localização                                      | Tipo                 | Propósito                                                    | Situação      | Potência Térmica                       | Início de operação | Proprietário                                             | Notas |
| -------------------------------------- | ------------------------------------------------ | -------------------- | ------------------------------------------------------------ | ------------- | -------------------------------------- | ------------------ | -------------------------------------------------------- | --- |
| IEA-R1                                 | São Paulo (USP)                                  | Piscina              |                                                              | Operacional   | 6MW                                    | 1957-09-16         | IPEN - Instituto de Pesquisas Energéticas e Nucleares    | |
| TRIGA IPR-R1                           | Belo Horizonte (UFMG)                            | Piscina TRIGA Mark I | Educação, pesquisa, treinamento e produção de radioisótopos. | Operacional   | 100kW                                  | 1960-11-06         | CDTN - Centro de Desenvolvimento de Tecnologia Nuclear   | *Está em processo de licenciamento a potência de 250kW, para qual um novo sistema de refrigeração foi instalado. |
| Argonauta                              | Rio De Janeiro (UFRJ)                            | Argonaut             |                                                              | Operacional   | 500W (contínuo) 1kW (por até uma hora) | 1965-02-20         | IEN - Instituto de Engenharia Nuclear                    | |
| IPEN/MB-01                             | São Paulo (USP)                                  | Piscina              | Produção de Radiofármacos                                    | Operacional   | 100W                                   | 1988-11-09         | IPEN - Instituto de Pesquisas Energéticas e Nucleares    | |
| RMB - Reator Multipropósito Brasileiro | Iperó Centro Industrial Nuclear de Aramar (CINA) | Piscina              | Produção de Radiofármacos                                    | Em construção | 35MW                                   | -                  | Amazul S.A.; CNEN - Comissão Nacional de Energia Nuclear | |

## Reatores subcríticos de pesquisa
| Nome                                      | Localização           | Tipo                                                         | Propósito              | Situação                      | Potência Térmica | Data de operação | Data de encerramento | Proprietário                                           | Notas |
| ----------------------------------------- | --------------------- | ------------------------------------------------------------ | ---------------------- | ----------------------------- | ---------------- | ---------------- | -------------------- | ------------------------------------------------------ | --- |
| Uranie                                    | Belo Horizonte (UFMG) | Tanque; Agua Leve; UO2 (Nat)                                 | Treinamento e pesquisa | Descomissionado               |                  |                  |                      | CDTN - Centro de Desenvolvimento de Tecnologia Nuclear | Se encontra atualmente no "Espaço Memória" do CDTN, um museu de divulgação científica.                     |
| CAPITU(Circuito Água Pesada Tório-Urânio) | Belo Horizonte (UFMG) | Tanque; Água pesada; UO2 (Nat)                               | Pesquisa               | Desativado (sem combustível*) |                  |                  |                      | CDTN - Centro de Desenvolvimento de Tecnologia Nuclear | *O combustível foi cedido temporariamente pela França, o qual foi devolvido para a mesma na década de 80.  |
| RESUCO (REator SUbCrítico de Oxido)       | Recife (UFPE)         | Tanque; Agua Leve; UO2 (Nat)                                 |                        | Descomissionado               |                  |                  |                      | UFPE - Universidade Federal de Pernambuco              | Depois de mais de 20 anos desativada, a CNEN transferiu o combustível para o depósito de rejeitos no IPEN. |
| SUBLIME                                   | Rio de Janeiro (IME)  |                                                              |                        |                               |                  |                  |                      | IME - Instituto Militar de Engenharia                  | |
| ARGUS (Arranjo Grafite-Urânio Subcrítico) | Rio De janeiro (CTEx) | GCR; Refrigerado a gás e moderado a gráfite; Uránio Metálico |                        |                               |                  |                  |                      | CTEx - Centro Tecnológico do Exército                  | |